# Aljas utcák
Az Aljas utcák (eredeti cím: Mean Streets) 1973-ban bemutatott amerikai bűnügyi filmdráma, melyet saját és Mardik Martin forgatókönyvéből Martin Scorsese rendezett. A főbb szerepekben Harvey Keitel és Robert De Niro látható. 
Az Amerikai Egyesült Államokban 1973. október 2-án mutatták be a Warner Bros. forgalmazásában. Ez volt Scorsese első, De Niróval közös filmje és az első, bevételi és kritikai sikert arató rendezése. De Niro elnyerte a National Society of Film Critics legjobb férfi mellékszereplőnek járó díját Civello szerepéért. 
1997-ben a film bekerült a Kongresszusi Könyvtár Nemzeti Filmadatbázisába, mint „kulturálisan, történelmileg vagy esztétikailag jelentős” alkotás.

## Cselekmény
Charlie Cappa New York olaszok lakta környékén élő fiatal olasz-amerikai férfi. Felelősséget érez nehéz felfogású és nemtörődöm barátja, John „Johnny Boy” Civello iránt, aki kisstílű szerencsejátékosként nem hajlandó dolgozni és több uzsorásnak is jelentősebb összegekkel tartozik. Charlie titkos viszont tart fenn Johnny unokatestvérével, Teresával. A nőt epilepsziája miatt kiközösítik és Charlie nagybátyja, a befolyásos maffiózó Giovanni is megveti őt. A nagybácsi távol akarja tartani unokaöccsét mind a nőtől, mind pedig Johnnytól. 
Charlie hívő katolikusként nehezen tudja összeegyeztetni vallásosságát a Giovanninak végzett alvilági tevékenységeivel. Johnny egyre önpusztítóbb életet él, miközben a neki pénzt kölcsönző maffiózókkal is tiszteletlenül viselkedik. Charlie uzsorás barátja, Michael rendszeresen ellátogat Tony bárjába és be akarja hajtani Johnny adósságát. A gengsztert egyre jobban frusztrálja Johnny viselkedése, mert úgy érzi, az kihasználja őt. Charlie kezeskedik barátjáért és megígéri, hogy hamarosan fizetni fog. Egy alkalommal – mindenki legnagyobb döbbenetére – Johnny sértegetni kezdi Michaelt és kijelenti, az sosem kapja vissza a pénzét. Michael rátámad, de Johnny fegyvert szegez rá. Charlie meggyőzi barátját, hogy egy kis időre hagyják el a várost. Teresa is csatlakozni akar hozzájuk, így Charlie egy kölcsönkért autóval indul útnak, két társával.
Egy autó azonban követi őket, benne Michaellel és annak Jimmy Shorts nevű csatlósával. Jimmy tüzet nyit rájuk, megsebesítve a két férfit, kik autójukkal egy tűzcsapnak ütköznek. A film végén a mentősök elszállítják a sérült Teresát és Charlie-t, míg a tűzcsapból ömlő vízben térdelő, zavarodott Johnny sorsa ismeretlen marad a nézők számára. 

## Szereplők
| Szerep                    | Színész            | Magyar hang    |
| ------------------------- | ------------------ | -------------- |
| John „Johnny Boy” Civello | Robert De Niro     | Rátóti Zoltán  |
| Charlie Cappa             | Harvey Keitel      | Forgács Péter  |
| Tony DeVienazo            | David Proval       | Csuja Imre     |
| Teresa Ronchelli          | Amy Robinson       | Kocsis Mariann |
| Michael Longo             | Richard Romanus    | Balázsi Gyula  |
| Giovanni Cappa            | Cesare Danova      | Orosz István   |
| Joey „Clams” Scala        | George Memmoli     | Hankó Attila   |
| Oscar                     | Murray Moston      | Csikos Gábor   |
| Részeg férfi              | David Carradine    | N/A            |
| A részeg gyilkosa         | Robert Carradine   | N/A            |
| Jerry, katona             | Harry Northup      | N/A            |
| Jimmy Shorts              | Martin Scorsese    | N/A            |
| Nő a landolásnál          | Catherine Scorsese | N/A            |

## Bemutató
1985-ben jelent meg VHS-en és Betamaxon. A film letterboxolt LaserDisc-ként 1991. október 7-én debütált az Egyesült Államokban. Blu-rayen 2011. április 6-án jelent meg Franciaországban, Amerikában pedig 2012. július 17-én. A hazai médiakiadványok az eredeti monó hangsávot használják, nem pedig a modern surround hangzású keveréket, ami még az eredetileg monó hanggal rendelkező filmek esetében is gyakori.

## Fordítás
- Ez a szócikk részben vagy egészben  a   Mean Streets című angol Wikipédia-szócikk fordításán alapul.  Az eredeti cikk szerkesztőit annak laptörténete sorolja fel. Ez a jelzés csupán a megfogalmazás eredetét és a szerzői jogokat jelzi, nem szolgál a cikkben szereplő információk forrásmegjelöléseként.